# 臺灣橫簾蛤
是帘蛤目帘蛤科横帘蛤属的一种。主要分布于南海、南海、中国大陆、台湾，常栖息在浅海沙质海底，潮间带低潮线的沙滩上。